# Яжелбицкий мир
Яжелбицкий мир — мирный договор, подписанный по итогам московско-новгородской войны Василием II Тёмным, великим князем московским и владимирским, и правительством Новгородской республики в деревне Яжелбицы в феврале 1456 года. Этот договор положил начало присоединению Новгорода к Москве, которое наступило почти 25 лет спустя, после того, как город был прямо подчинён князю московскому Иваном Великим в 1478 году.
Событию предшествовала долгая борьба за престол между Василием II и Дмитрием Шемякой, завершившаяся победой Василия. Шемяка был отравлен в 1453 году в Новгороде. По одной из версий, он был отравлен агентом Василия, по другой — новгородским архиепископом Евфимием II, в угоду интересам Новгорода. Впоследствии вдова Шемяки сбежала вместе с её сыном Иваном Дмитриевичем в Великое княжество Литовское. В 1456 году новгородцы потерпели сокрушительное поражение от войск московского княжества. Сразу же после поражения, новгородцы созвали вече и обратились к Евфимию с просьбой отправиться в штаб великого князя в Яжелбицах и узнать, на каких условиях он согласен заключить мир. После нескольких дней интенсивных переговоров, стороны подписали Яжелбицкий мир. Сохранилось две копии договора, одна подписанная Москвой, а другая — Новгородом. Однако текст договора на этих копиях не одинаков. Сейчас оба документа находятся в Российской национальной библиотеке в Санкт-Петербурге.
Личное участие Евфимия в переговорах не подтверждено. Согласно списку Дубровского Новгородской четвёртой летописи, архиепископ сам возглавлял делегацию, он же благословляет договор в преамбуле новгородской копии. Однако он не упоминается в списке парламентёров в московской копии, поэтому неясно, принимал ли он участие в переговорах или просто благословил соглашение. В любом случае новгородцам удалось настоять на нескольких пунктах, ограничивавших влияние великого князя на внутреннюю политику Новгорода. С другой стороны, в договоре были условия, ограничивавшие их независимость. Во-первых, Новгород обязывался не давать убежища врагам Василия. Во-вторых, он лишался возможности вести самостоятельную внешнюю политику и принимать собственные законы. В-третьих, великий князь стал высшей судебной инстанцией Новгорода. В-четвёртых, печать новгородского веча и его посадников была заменена печатью великого князя.
После подписания договора, независимость Новгорода была серьёзно подорвана. Москва ещё не управляла им напрямую, но республика была сильно урезана в правах. Василий II был настолько доволен условиями мира, что даже пошёл на небольшие территориальные уступки Новгороду. Большая часть условий соблюдалась обеими сторонами, например новгородские печати, заверяющие документы, были заменены на московские сразу же после подписания договора. Однако некоторые пункты постоянно нарушались; возможно это было следствием различий двух версий договора. Новгородцы продолжали давать убежище врагам великого князя. В свою очередь, Василий II и его наследник Иван III нарушали статьи, касавшиеся территориальной целостности новгородской республики, решая судебные дела в пользу московских бояр, получавших таким образом имения в Новгороде. Обе стороны постоянно обвиняли друг друга в нарушении условий мира в течение следующих 15 лет. В конце концов, разночтения и противоречащие друг другу толкования договора привели к новой войне. В 1471 году новгородцы были разбиты в Шелонской битве, а в 1478 году Иван III присоединил Новгород к Московскому княжеству.